# Alliance Oil
Alliance Oil ist ein russischer Ölkonzern, der offiziell in Bermuda registriert ist. Das Unternehmen betreibt eine Ölraffinerie in Chabarowsk sowie knapp 300 Tankstellen im russischen Fernen Osten. 2014 produzierte Alliance Oil 20,7 Mio. Barrel und raffinierte 33,1 Mio. Barrel Öl.
Das Unternehmen entstand 2008 durch die Fusion von der schwedischen West Siberian Resources mit der russischen Aljans. Bis zur Übernahme durch die Baschajew-Familie im Jahr 2013 war das Unternehmen an der Stockholmer Börse notiert.